# Maxim Žukov
Maxim Žukov, někdy též Maxim Zhukov či Maksim Zhukov, (* 22. července 1999 Kaliningrad) je ruský lední hokejista hrající na postu brankáře.

## Život
V mládí během sezóny 2011/2012 hrál za výběr do šestnácti let klubu Jantarnaja Zvezda. Ročník 2014/2015 nastupoval za výběr do šestnácti let v ruském klubu Lokomotiv Jaroslavl. V klubu pokračoval i následující sezónu (2015/2016), jen nastupoval za výběr do sedmnácti let. Po ní odešel do severní Ameriky a ročník 2016/2017 i následující 2017/2018 odehrál za Green Bay Gamblers v United States Hockey League (USHL). Mezi tím se v roce 2017 zúčastnil mistrovství světa hráčů do 18 let, které se tehdy konalo na Slovensku, a ruská reprezentace získala bronzové medaile, přičemž Žukov byl navíc vyhlášen nejlepším brankářem šampionátu.
Před další sezónou přestoupil do celku Barrie Colts hrající Ontario Hockey League (OHL) a rovněž nastupoval za Green Bay Gamblers. Ročník 2019/2020 nastupoval za kanadský klub Newfoundland Growlers hrající ECHL. Poté se vrátil zpět do Evropy, a to do České republiky. Během sezóny 2020/2021 hrál za Duklu Jihlava. Další ročník (2021/2022) pokračoval v Jihlavě a před sezónou si vyřídil střídavé starty do Mountfieldu Hradec Králové. Když se ale do potíží s brankáři dostala pražská Sparta, kdy se zranil její tehdejší brankář Alexander Salák a třetí brankář Oldřich Cichoň úspěšně působil v Baníku Sokolov, zůstal Spartě pouze jeden gólman Jakub Neužil. Pražský klub tehdy požádal královéhradecký klub o zapůjčení Žukova a získal souhlas. Ve Spartě nakonec odchytal dvě utkání. Následně na sezónu 2022/2023 přestoupil do Vsetína. Po dvou letech se ve Vsetíně nedohodl na podmínkách nové smlouvy a před ročníkem 2024/2025 přestoupil zpět do Jihlavy.
V roce 2017 ho během vstupního draftu NHL ve čtvrtém kole jako 96. v pořadí získal klub Vegas Golden Knights.